# Xanthopimpla pasohensis
Xanthopimpla pasohensis är en stekelart som beskrevs av Ng och Idris 2004. Xanthopimpla pasohensis ingår i släktet Xanthopimpla och familjen brokparasitsteklar. Inga underarter finns listade i Catalogue of Life.